# Rio Galbena de Nord
O Rio Galbena de Nord é um rio da Romênia, afluente do Berhina, localizado no distrito de Hunedoara.